# Ceva-driehoek

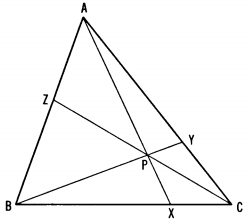

De ceva-driehoek van een punt P ten opzichte van een driehoek ABC is de driehoek XYZ gevormd door de snijpunten met de zijden van ABC van de lijnen door P en de hoekpunten van ABC. Deze naam vindt zijn oorsprong in de stelling van Ceva, naar de Italiaanse wiskundige Giovanni Ceva.
Gegeven een driehoek ABC en een punt P; laat
- X het snijpunt zijn van de lijnen AP en BC,
- Y het snijpunt zijn van de lijnen BP en AC,
- Z het snijpunt zijn van de lijnen CP en AB,

dan is de driehoek XYZ de ceva-driehoek van P.

## Coördinaten
Heeft punt P barycentrische coördinaten (u:v:w) ten opzichte van ABC, dan zijn de barycentrische coördinaten van de hoekpunten van de ceva-driehoek als volgt: 
- {\displaystyle X=(0:v:w)}
- {\displaystyle Y=(u:0:w)}
- {\displaystyle Z=(u:v:0)}

## Eigenschappen
- Een anti-ceva-driehoek van een driehoek ABC ten opzichte van een punt P is de inverse van de ceva-driehoek van ABC. Het is de driehoek zodat de ceva-driehoek ervan ABC is. ABC, de ceva-driehoek en de anti-ceva-driehoek hebben dezelfde perspectiviteitsas.
- De hoekpunten van een om-ceva-driehoek van ABC liggen op dezelfde omgeschreven cirkel als de hoekpunten van ABC zelf. De drie lijnen tussen de corresponderende hoekpunten van ABC en van de om-ceva-driehoek van ABC snijden elkaar in één punt P.
- Een kegelsnede door de hoekpunten van de ceva-driehoek van een punt P snijdt de zijden van een driehoek elk in nog een punt. Deze vormen weer de hoekpunten van een ceva-driehoek van een punt Q. Is de kegelsnede een cirkel, dan heet Q de ceva-cirkel verwant van P.